# Ganterie Tréfousse
La ganterie Tréfousse est une ganterie et mégisserie française fondée à Chaumont, en Haute-Marne.

## Historique
Elle fut créée au 8 avenue Carnot en 1833 par Jules Tréfousse. Elle reprend une tradition pluricentenaire de fabrication de gants du Bassigny. La région était riche d'élevages ovins, bovins et caprins et de la présence d'eau de la Suize ; la tannerie se faisait à la chaux. Tréfousse reprend l'habitude locale du travail artisanal qui importe les matières premières. L'entreprise s’agrandit, en 1861 elle a 10 850 m² de locaux qui iront jusqu'à 16 000. Elle se répartit en trente sept ateliers, a son captage d'eau, fabrique sa vapeur et son gaz. Elle fabrique ses propres boites d'expédition... C'est l'une des entreprises pionnières qui prend toute la chaîne de fabrication en main.

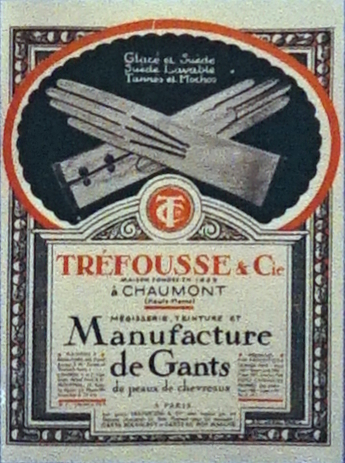
Publicité Tréfousse.

Elle emploie jusqu'à 5 500 ouvriers et ouvrières, toutes ces personnes ne travaillent pas en ateliers, il existe encore longtemps le travail à domicile. La division du travail est poussée très loin, il faut compter cent vingt étapes. Entreprise qui vise la haute qualité, elle remporte de nombreux prix aux Expositions universelles : Paris 1889, St-Louis 1904, Bruxelles 1910...
Elle exporte des gants haute couture mais fabrique aussi en grandes quantités : 139 000 douzaines de paires en 1939 et en livre à la maison de haute-couture Balmain.

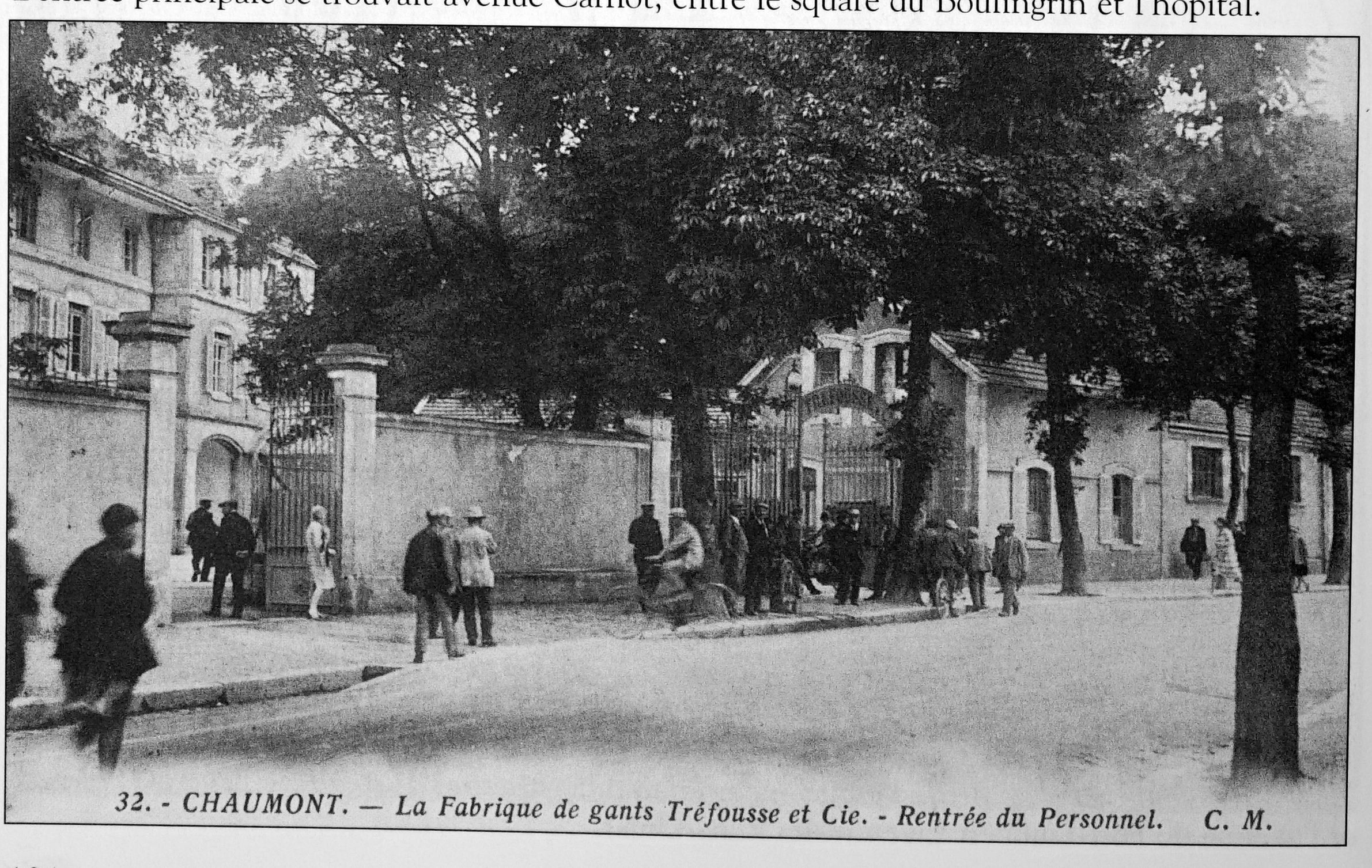
Sortie d'usine,
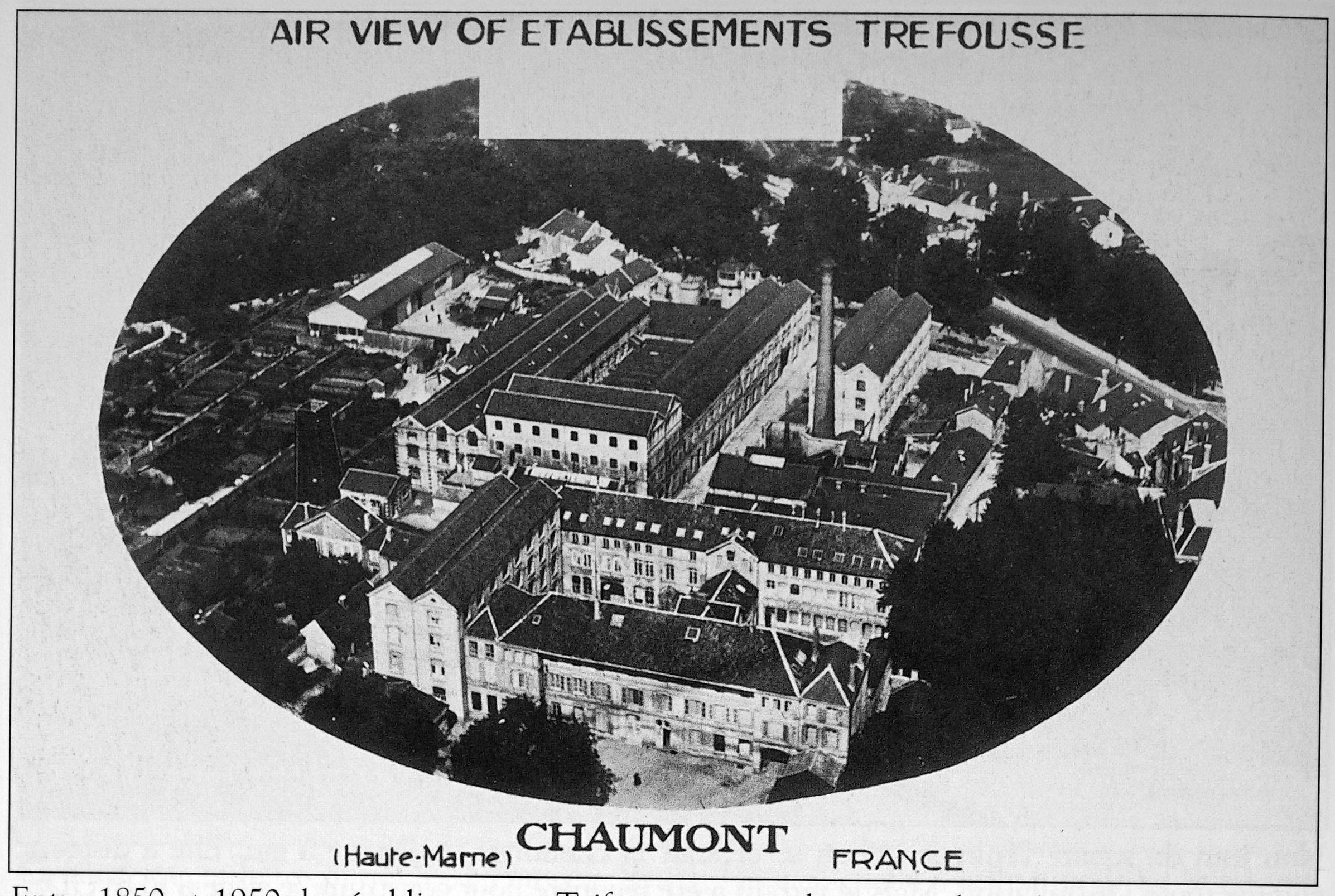
usine,
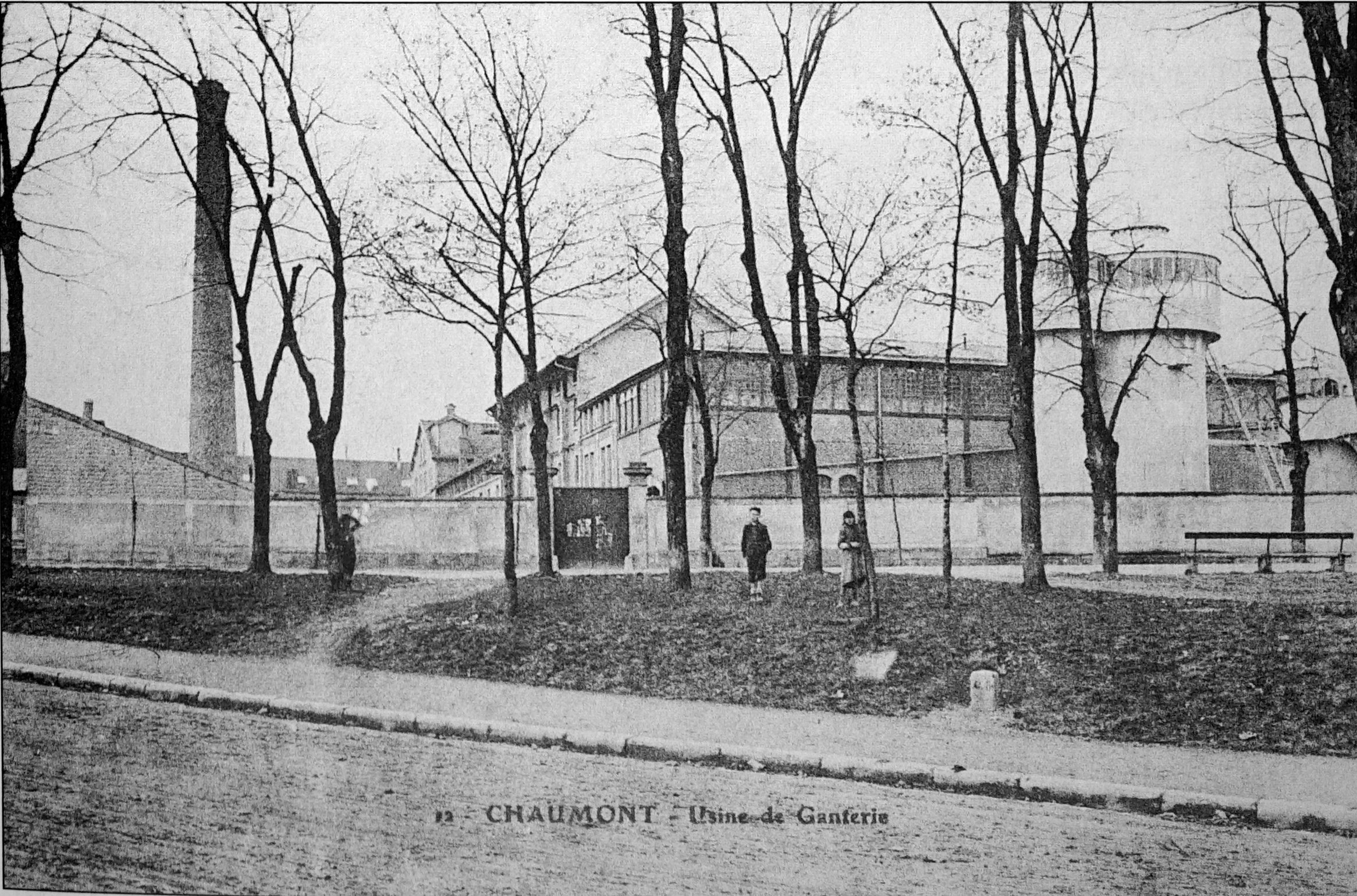
rue Carnot,
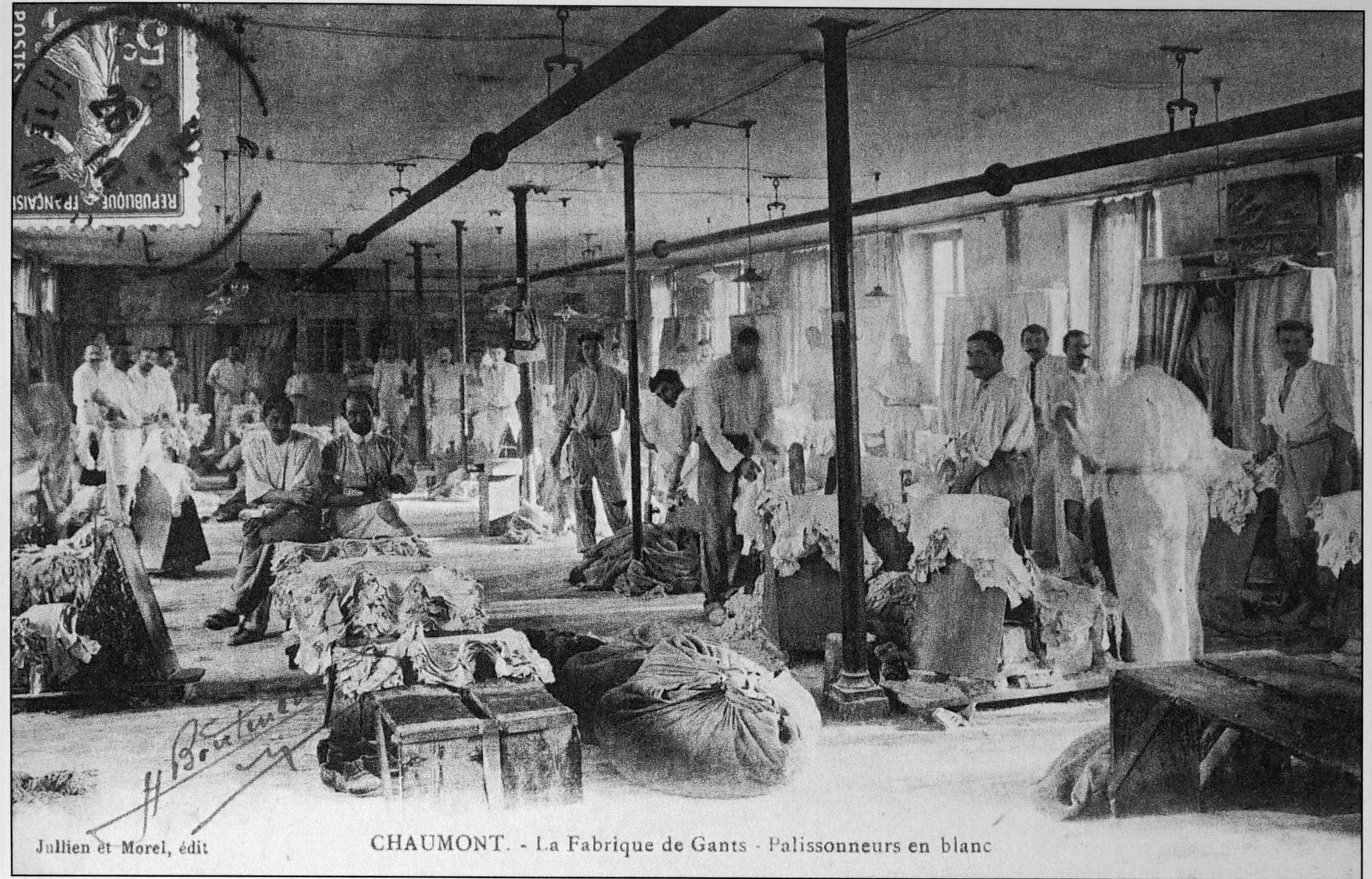
atelier,
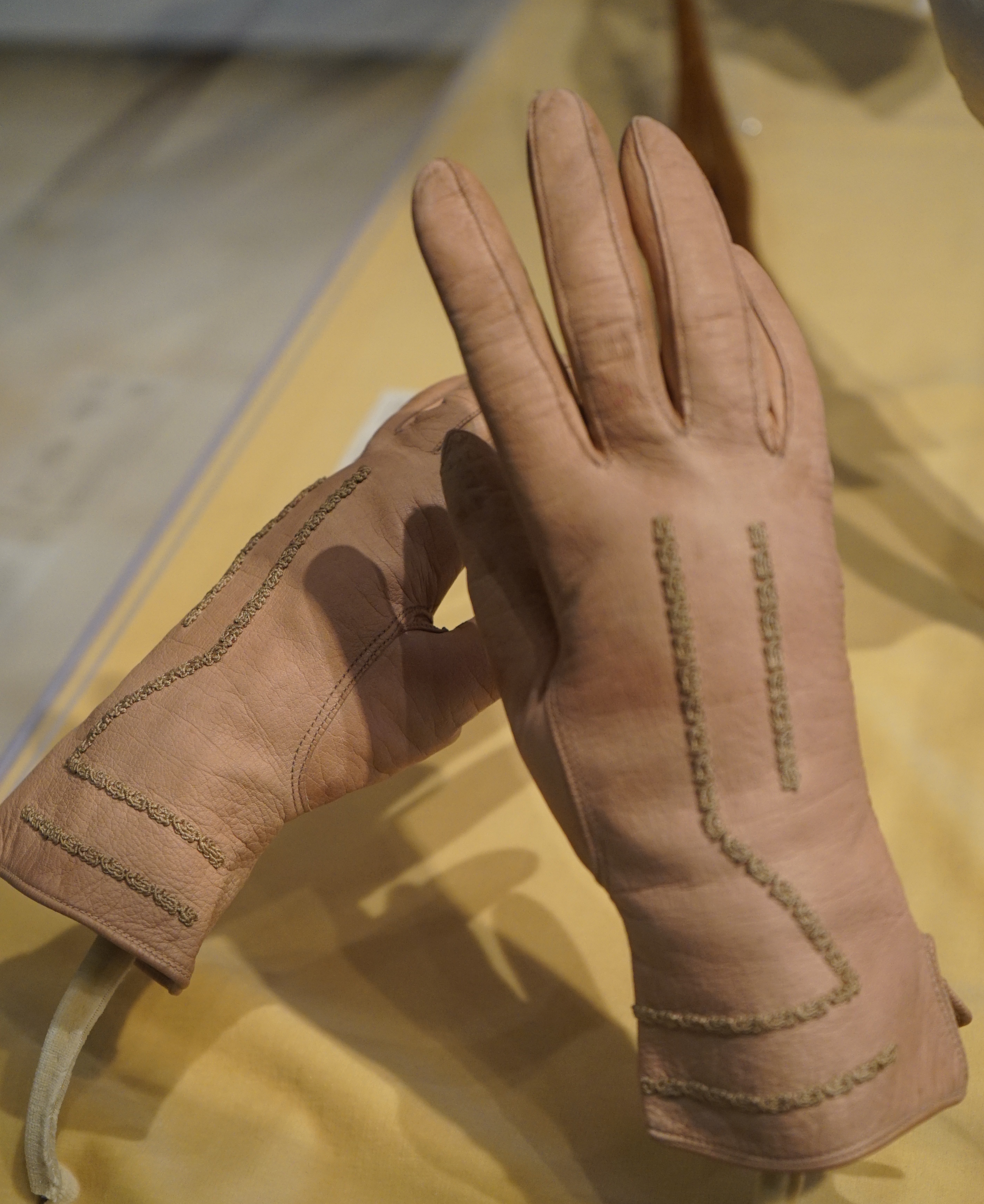
gants brodés.

Le fondateur Jules Tréfousse meurt en 1894. Lui succède son associé Émile Goguenheim, jusqu'à son décès en 1910. Tous deux sont maires de Chaumont. Comme aussi un administrateur de la firme, Georges Lévy-Alphandéry, durant l'entre-deux-guerres. La société est contrôlée par deux gérants, Cahen et Bloch-Tréfousse, lorsque le président de la République Alexandre Millerand visite l'usine de Chaumont en juin 1923.

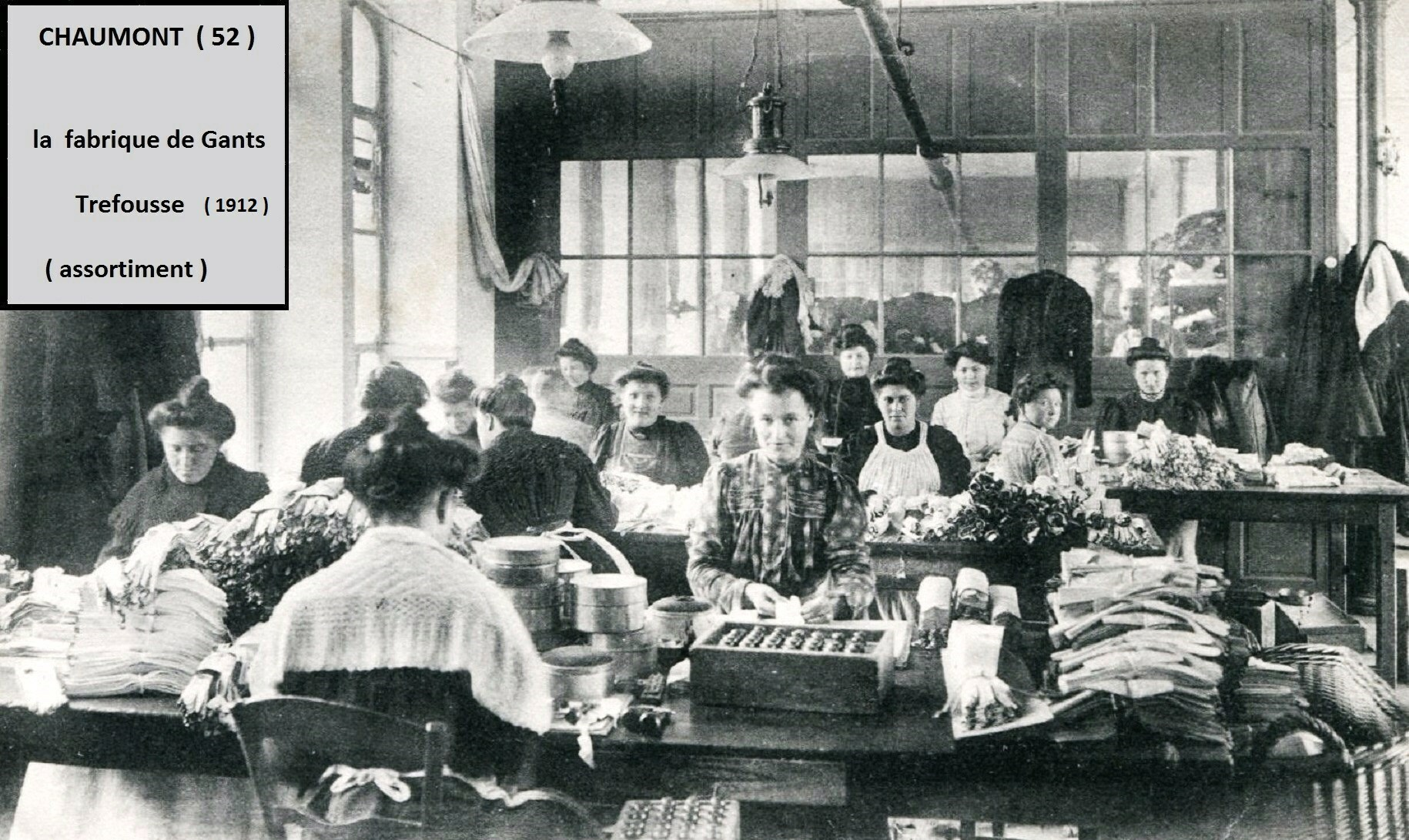
la ganterie Tréfousse en 1912

Société en nom collectif et en commandite, la firme Tréfousse et Cie prend la forme d'une société à responsabilité limitée (SARL) en 1926 avec comme gérants Charles May (auparavant associé), Henri Cahen et Paul Mayer, directeur de l'usine. Son capital est de cinq millions de francs, divisé en cent parts de 50 000 francs chacune. Henri Cahen, ingénieur polytechnicien, est une figure du patronat de l'électricité, président, administrateur-délégué ou administrateur de plusieurs entreprises électriques, futur président de l'Union des syndicats de l'électricité de 1929 à son décès en 1937,. Charles May préside le syndicat général français des industries de la ganterie de peau et la fédération nationale de la ganterie de peau de France. Paul Mayer (1872-1952) est entré dans la société en 1894,. 
La société fête son centenaire en 1929, créant une caisse des médaillés de la fabrique dotée de 200 000 francs et donnant 50 000 francs à l'orphelinat de Chaumont et à la municipalité pour ses œuvres de bienfaisance. L'entreprise emploie alors plus de 1 700 personnes.
Sous l'Occupation, l'entreprise, devenue société anonyme en 1929, est apparemment aryanisée : ses propriétaires juifs (les familles Bloch-Tréfousse, Cahen, May, Lévy-Alphandéry) vendent leurs titres entre octobre 1940 et mai 1941. Les nouveaux actionnaires sont notamment le directeur de l'usine, le fondé de pouvoirs de la société et le député des Hautes-Pyrénées Jean Desbons qui remplace Charles May à la tête du conseil d'administration. Comme il est le gendre de feu Henri Cahen et que son épouse est apparentée aux familles anciennement actionnaires, des fonctionnaires tel le préfet estiment qu'il s'agit d'une fausse aryanisation mais Desbons parvient à convaincre du contraire, d'autant qu'il est appuyé par Xavier Vallat, Georges Scapini - nouvel actionnaire de l'entreprise avec 12,5 % du capital (Desbons est le directeur du cabinet de son service diplomatique des prisonniers de guerre) - et les autorités allemandes. Pierre Lévy-Alphandéry, fils de Georges Lévy-Alphandéry et avocat, dépose une plainte à la Libération contre Desbons mais ce dernier bénéficie de l'appui de son beau-frère Jean Cahen, de l'ancien président du conseil d'administration Charles May et de l'ancien directeur Paul Mayer, qui reprend d'ailleurs la direction de l'usine,. 
En 1957, la maison est en difficulté et est rachetée par des gantiers de Grenoble et Saint-Junien et elle prit alors le nom  de Chaumont-France. En 1960, les banques reprirent la main et ne conservèrent que la partie ganterie mais, en 1973, elle dépose la bilan et une grande partie des locaux furent détruits.